# Bout de Zan et le Crocodile
Bout de Zan et le Crocodile és una pel·lícula muda francesa escrita i dirigida per Louis Feuillade i estrenada el 31 d'octubre de 1913.
Aquesta pel·lícula forma part de la sèrie Bout de Zan.

## Sinopsi
Bout de Zan surt del seu remolc per sadollar la seva set a la vora d'un riu, després es diverteix llançant còdols a l'aigua. Atreu així la ira d'un pescador que no gaire lluny d'allà s'estava burlant del gojoc.
Amb la part posterior encara adolorida per les cops que acaba de rebre, el nen decideix venjar-se vestint el gos del pescador amb una disfressa de cocodril. La broma funciona de meravella ja que l'amo del gosset fuig a tota velocitat quan apareix el seu fidel company, irreconeixible sota la seva vestimenta de rèptil.
Deambulant, un caçador s'adona del que pot salvar el desafortunat. Porta el rifle a les espatlles i apunta al terrible sauri, però el Nimrod falla el seu tir i colpeja el pescador que s'enfonsa agafant-se la part baixa de l'esquena. El tirador s'acosta, nota l'engany i despulla el gos de la seva disfressa. L'animal s'allunya, seguint el seu amo en mal estat mentre el caçador riu abans d'abandonar l'escena. En Bout de Zan només li queda recuperar la disfressa, rient en veu alta.

## Repartiment
- René Poyen : Bout de Zan
- Edmond Bréon